# Cantón de La Rochelle-4
El cantón de La Rochelle-4 era una división administrativa francesa, que estaba situada en el departamento de Charente Marítimo y la región de Poitou-Charentes.

## Composición
El cantón estaba formado por una fracción de la comuna que le daba su nombre:
- La Rochelle (fracción)

## Supresión del cantón de La Rochelle-4
En aplicación del Decreto nº 2014-269 de 27 de febrero de 2014, el cantón de La Rochelle-4 fue suprimido el 22 de marzo de 2015 y la fracción de la comuna que le daba su nombre se unió con las demás para que, por medio de una reestructuración cantonal, fueran creados los nuevos cantones de La Rochelle-1, La Rochelle-2 y La Rochelle-3.